# Рыжик японский
Рыжик японский (лат. Lactárius japónicus) — вид грибов, входящий в секцию Dapetes рода млечник (Lactarius) семейства сыроежковые (Russulaceae).
Синоним:
- Lactarius deliciosus var. japonicus Kawam. 1929basionym

## Биологическое описание
- Шляпка 6—8 см в диаметре, сначала почти плоской формы, в центре вдавленная, с подвёрнутым краем, затем становится воронковидной, с концентрическими зонами, семгово-охристого или светло-терракотового цвета. Пластинки с переливающейся окраской, намного ярче шляпки, розовато-красно-оранжевого цвета, с анастомозами.
- Ножка 4,5—7,5 см длиной и 1,2—2 см толщиной, ломкая, полая, ярко-красно-оранжевая, с белой линией в верхней части.
- Мякоть чаще всего не зеленеет, с кроваво-красным или красно-оранжевым млечным соком, на вкус пресная.
- Споры 7,5—8,5×6,5—7 мкм, с сетчатым рисунком.

Рыжик японский съедобен.

## Ареал
Встречается под пихтой цельнолистной в долинных хвойно-лиственных лесах в сентябре—октябре на юге Приморского края, в Японии.